# Мастер ФИДЕ среди женщин
Мастер ФИДЕ среди женщин (аббревиатура WFM) — шахматное звание, которое присуждается пожизненно Международной шахматной федерацией (ФИДЕ) и стоит ниже званий женского гроссмейстера и женского международного мастера, аналогично мужским (общим) званиям. Титул WFM может быть присвоен только женщинам.

## Требования к получению
Чтобы стать мастером ФИДЕ среди женщин, необходимо иметь международный рейтинг Эло не ниже 2100, при этом шахматист должен сыграть не менее 30 рейтинговых партий. 
В отличие от званий женского международного мастера или женского гроссмейстера, звание мастера ФИДЕ среди женщин не требует выполнения нормативов. Звание может быть присвоено по достижении в какой-то момент промежуточного рейтинга (не опубликованного), это значит, что звание можно получить в середине рейтингового периода или даже в середине турнира. После этого игрок может проигнорировать последующие результаты при подаче заявки на присвоение звания.
Независимо от этих критериев, звание WFM автоматически присуждается ФИДЕ игрокам, достигшим одного из следующих достижений:
1. Чемпионка мира среди юниоров до 12 или до 14 лет;
2. Призер чемпионата мира среди девушек до 16 или до 18 лет;
3. Чемпионка континента или региона (страны) до 12, до 14 и до 16 лет.

Для незамедлительного присвоения прямого звания кандидат должен в некий момент времени достичь минимального рейтинга ЭЛО 1900. Если кандидат пока ещё имеет более низкий рейтинг, звание присуждается условно и будет окончательно присвоено по запросу соответствующей федерации, как только будет достигнут минимальный рейтинг.
По состоянию на 2024 год в мире насчитывается 1983 шахматистки, имеющих звание WFM.

## Известные обладатели
- Александра Ботез — канадско-американская шахматистка, стримерша. В соавторстве с сестрой Андреей ведет Youtube и Twitch-каналы, на которые подписаны свыше миллиона человек[6].
- Анна Крамлинг — шведская шахматистка испанского происхождения, стримерша. Анна представляла Швецию на шахматных олимпиадах 2016 и 2022 годов, а также на двух командных чемпионатах Европы по шахматам. На Youtube канал Анны подписаны свыше миллиона человек[7].
- Шиванандан Бодхана — английская шахматистка тамильского происхождения. Вундеркинд, участница олимпиады 2024 в составе женской сборной Англии[8].